# New Jersey Turnpike
New Jersey Turnpike es un peaje en Nueva Jersey y es una de las carreteras más transitadas en los Estados Unidos (según el IBTTA, el turnpike es el peaje más transitado de los Estados Unidos). Gran parte de la carretera, al igual que sus principales ramales, forman parte del Sistema Interestatal de Autopistas. La construcción del Turnpike tomó 23 meses, desde 1950 a 1952. El Turnpike tiene una anchura en cada carril de 12 pie (3,7 m), y de anchura total 10 pie (3 m), 13 áreas de descanso fueron nombradas de residentes famosos de Nueva Jersey. El Sistema Interestatal de Autopistas tomó la guía de diseño de esta carretera para aplicarlo en las guías de diseño de las "turnpikes". 

## Citas
- Gillespie, Angus Kress; Rockland, Michael Aaron (1989), Looking for America on the New Jersey Turnpike, Rutgers University Press, ISBN 0-8135-1466-5.
- Shadely, John (1973), Acoustical analysis of the New Jersey Turnpike widening project between Raritan and East Brunswick, Bolt, Beranek and Newman.

## Referencias

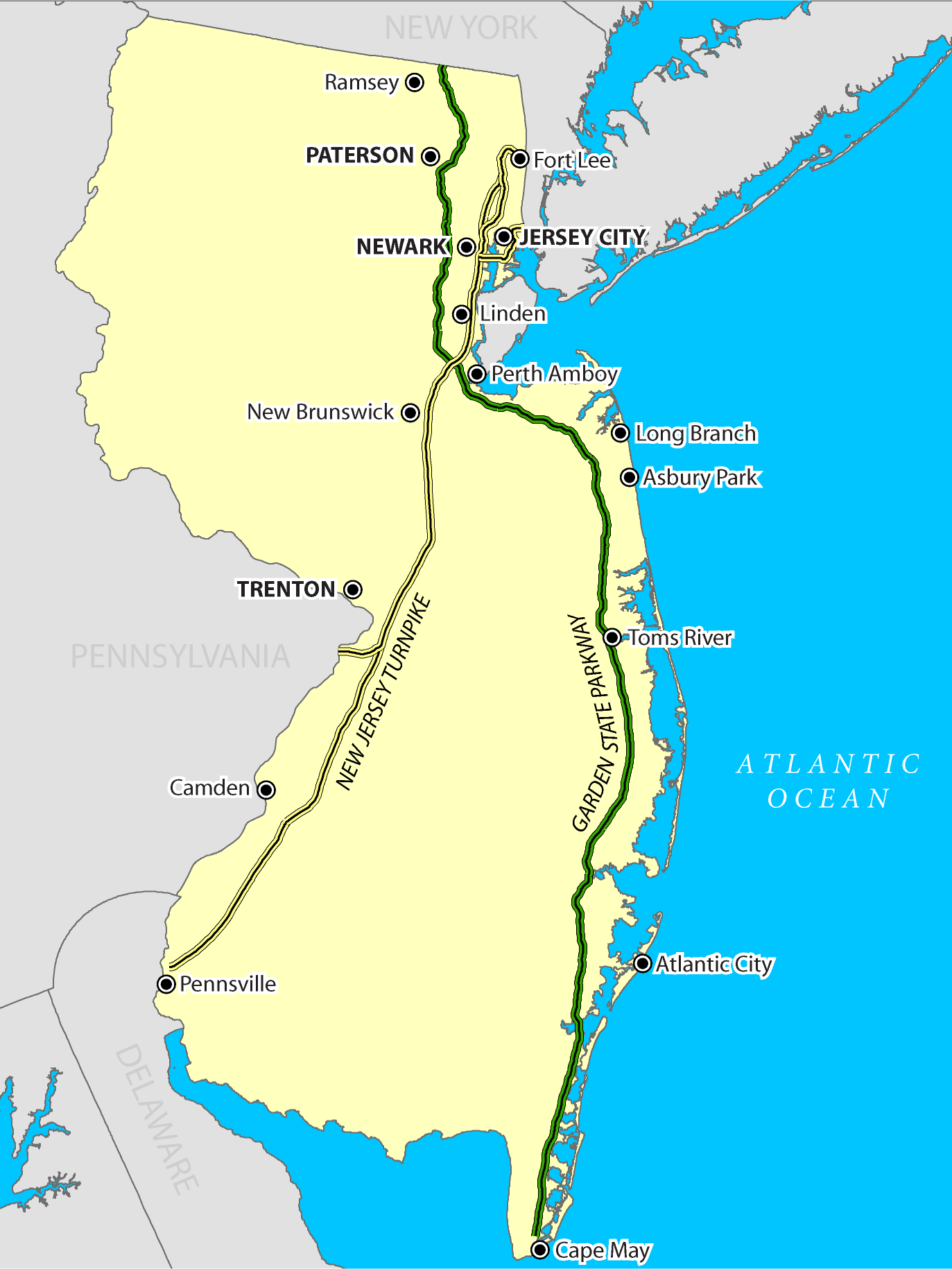